# Alsask Lake
Alsask Lake är en sjö i Kanada.   Den ligger i provinsen Saskatchewan, i den centrala delen av landet, 2 600 km väster om huvudstaden Ottawa. Alsask Lake ligger 646 meter över havet.
Trakten runt Alsask Lake består i huvudsak av gräsmarker. Trakten runt Alsask Lake är nära nog obefolkad, med mindre än två invånare per kvadratkilometer.